# Hellenthal
Hellenthal ist eine Gemeinde im nordrhein-westfälischen Kreis Euskirchen. Auf dem Gemeindegebiet befindet sich der südlichste Punkt Nordrhein-Westfalens. Hellenthal liegt in der Eifel und grenzt an Belgien und Rheinland-Pfalz.
Überregional bekannt ist Hellenthal für die Oleftalsperre, sein Wildgehege mit Greifvogelstation und das Besucherbergwerk Grube Wohlfahrt. Die große Modellbahnausstellung ArsTecnica und die internationale Krippenausstellung „Krippana“ liegen nahe dem Ortsteil Losheim an der deutsch-belgischen Grenze.

## Geographie

### Geographische Lage
Hellenthal liegt im Übergangsbereich zwischen Nordeifel, Belgischer Eifel und Schneifel. Die mit 690 m ü. NHN höchste Erhebung der Gemeinde und des nordrhein-westfälischen Teils der Eifel ist der Weiße Stein nahe Udenbreth direkt an der Grenze zu Belgien.
Etwa 18 Kilometer Luftlinie südlich des Ortes Hellenthal befindet sich am Losheimer Landgraben der südlichste Punkt Nordrhein-Westfalens. 53,5 % der Gemeindefläche bedecken Wald, 35,4 % werden landwirtschaftlich genutzt.

### Gemeindegliederung

Karte der Gemeinde Hellenthal mit den Gemarkungen und Ortsteilen

Zugehörige Orte und Weiler, Besonderheiten in Klammern:
- Aufbereitung I
- Aufbereitung II
- Büschem
- Blumenthal
- Bruch
- Bungenberg
- Dickerscheid
- Dommersbach
- Eichen
- Felser
- Giescheid
- Grube Wohlfahrt
- Hahnenberg
- Haus Eichen
- Hecken
- Heiden
- Hescheld
- Hönningen
- Hollerath (Wintersportgebiet)
- Ingersberg
- Kamberg
- Kammerwald
- Kehr (südlichster Punkt Nordrhein-Westfalens)
- Kradenhövel
- Kreuzberg
- Linden
- Losheim
- Losheimergraben (Grenzübergang nach Belgien)
- Manscheid
- Metzigeroder
- Miescheid
- Miescheiderheide
- Neuhaus
- Oberdalmerscheid
- Oberpreth
- Oberreifferscheid
- Oberschömbach
- Paulushof
- Pfeiffershof
- Platiß
- Ramscheid
- Ramscheiderhöhe
- Reifferscheid (historisches Burgdorf)
- Rescheid (Besucherbergwerk)
- Rodenbusch
- Schnorrenberg
- Schwalenbach
- Sieberath
- Udenbreth (Wintersportgebiet „Weißer Stein“, Skilift)
- Unterdalmerscheid
- Unterpreth
- Unterschömbach
- Wahld
- Wiesen
- Wildenburg mit der Burg Wildenburg (Eifel)
- Winten
- Wittscheid
- Wolfert
- Wollenberg
- Zehnstelle
- Zingscheid

### Nachbargemeinden
| - Stadt Monschau (Städteregion Aachen) - Stadt Schleiden (Kreis Euskirchen) - Gemeinde Kall (Kreis Euskirchen) - Gemeinde Nettersheim (Kreis Euskirchen) - Gemeinde Dahlem (Kreis Euskirchen) - Ortsgemeinden Hallschlag, Ormont und Scheid (VG Gerolstein, Landkreis Vulkaneifel, RLP) - Ortsgemeinde Roth bei Prüm (VBG Prüm, Eifelkreis Bitburg-Prüm, RLP) - Gemeinde Büllingen (B) - Gemeinde Bütgenbach (B) | \| Monschau \| Schleiden \| Kall \| \| Bütgenbach \| \| Nettersheim \| \| Büllingen \| Hallschlag, Ormont, Scheid, Roth \| Dahlem \| |             |
| Monschau | Schleiden | Kall        |
| Bütgenbach | | Nettersheim |
| Büllingen | Hallschlag, Ormont, Scheid, Roth | Dahlem      |

## Geschichte
Das früheste Schriftzeugnis ist von 1260 und lautet „Hellindale“. Der Name geht auf althochdeutsch hellan (schallen, tönen) und germanisch *dalą (Tal) zurück. Die Bedeutung ‚tönendes Tal‘ ist mit der Echowirkung des Tales oder der Eisenverarbeitung erklärbar.
1794, mit dem Einmarsch der französischen Revolutionstruppen endete die Feudalherrschaft bisheriger Prägung in der Region. Mit der Bildung der Kantone Reifferscheid, Kronenburg und Schleiden und den verwaltungsmäßig diesen unterstellten Mairien (Bürgermeistereien) wurde eine neue politische Gliederung errichtet. 1819 übernahm das Königreich Preußen, nach einer kurzen Episode von Mecklenburg-Strelitz, den Gemeindebereich, beließ aber die zuvor gebildeten Verwaltungseinheiten weitgehend. Die vormaligen Mairien und nunmehrigen Bürgermeistereien Hellenthal, Hollerath und Udenbreth gehörten zunächst dem Kreis Blankenheim, und nach dessen Vereinigung mit dem Kreis Gemünd letzterem an. Mit der Verlegung des Sitzes der Verwaltung nach Schleiden gehörten die Bürgermeistereien bis zu dessen Auflösung 1972 dem Kreis Schleiden an.
Seit dem Versailler Vertrag vom 28. Juni 1919, der die Abtretung der Kreise Eupen und Malmedy vorsah, grenzt die Gemeinde Hellenthal auf einer Länge von 17 km im Westen an das Königreich Belgien.
Im Dezember 1944 verlief die Westfront im Bereich der heutigen Gemeinde. Am 16. Dezember begann die Wehrmacht die Ardennenoffensive, die jedoch nach nur wenigen Wochen mangels Soldaten, Material und der Überlegenheit der Alliierten in sich zusammenbrach.

### Eingemeindungen
Am 1. Juli 1969 wurden die bisherigen Gemeinden Hellenthal, Hollerath, Losheim und Udenbreth aufgrund des Gesetzes zur Neugliederung von Gemeinden des Landkreises Schleiden zur neuen Gemeinde Hellenthal zusammengeschlossen. Zweieinhalb Jahre darauf, mit Inkrafttreten des Gesetzes zur Neugliederung der Gemeinden und Kreise des Neugliederungsraumes Aachen (Aachen-Gesetz) gab Hellenthal zum 1. Januar 1972 drei Fluren (Kerperscheid) an die Nachbarstadt Schleiden ab. Zugleich wurden Flächen aus der Gemeinde Kall (die Orte Bungenberg, Hecken, Heiden, Kreuzberg, Linden, Manscheid, Oberschömbach, Unterschömbach, Paulushof, Wildenburg und Winten der ursprünglichen Gemeinde Wahlen) in die Gemeinde Hellenthal eingegliedert.
Der Ort Hellenthal hatte am 31. Dezember 2020 insgesamt 1963 Einwohner.

## Politik

### Gemeinderat
Aufgrund der Kommunalwahl vom 13. September 2020 setzt sich der Gemeinderat von Hellenthal wie nebenstehend dargestellt zusammen.

### Bürgermeister
- Hauptamtlicher Bürgermeister: Rudolf Westerburg (parteilos), 2009 gewählt, 2014 mit 82,5 Prozent und 2020 mit 74,81 Prozent[10] wiedergewählt.
- 1. stellvertr. Bürgermeister: Werner Wamser (SPD)
- 2. stellvertr. Bürgermeisterin: Barbara Wand (CDU)

### Wappen, Banner und Siegel
Der Gemeinde Hellenthal ist mit Urkunde des Regierungspräsidenten Köln vom 8. Juli 1988 das Recht zur Führung eines Wappens und eines Dienstsiegels verliehen worden.
| Wappen von Hellenthal | Blasonierung: „Geteilt von Blau und Silber (Weiß); oben ein silbernes (weißes) Antoniuskreuz, unten ein roter Herzschild, überhöht von einem 5-lätzigen blauen Turnierkragen als Beizeichen.“ |
| Wappen von Hellenthal | Wappenbegründung: Das Antoniuskreuz gilt als Wahrzeichen Hellenthals, es befand sich – innerhalb eines Tartschenschildes – auf dem Schlussstein des Hauptportals und als Bekrönung des Dachreiters an der um 1520 erbauten Antonius-Kapelle in Hellenthal. Im unteren Schildteil das Stammwappen des Adelsgeschlechts von Reifferscheid, weil ein Teil von Hellenthal zur Herrschaft und zum Kirchspiel Reifferscheid gehörte. |

Gebrauchswappen von 1929
Wappen des ehem. Amtes Hellenthal
Wappen der ehem. Gemeinde Hollerath
Wappen der ehem. Gemeinde Losheim (Eifel)
Wappen der ehem. Gemeinde Udenbreth

#### Flagge

Die Hauptsatzung gibt keine Auskunft über eine Flagge. Nach Auskunft der Gemeindeverwaltung gibt es keine offizielle Gemeindeflagge
Es werden aber Wappenflaggen (Banner), laut Auskunft der Gemeindeverwaltung, geführt.
Beschreibung des Siegels
„im Siegelrund der Wappenschild der Gemeinde in schwarzweißer Umrisszeichnung
Umschrift oben: GEMEINDE HELLENTHAL
Umschrift unten: KREIS EUSKIRCHEN“

## Unternehmen
Größtes Unternehmen ist das Schoeller Werk, ein Hersteller von Edelstahlrohren mit etwa 800 Mitarbeitern. Auch ein Werk von Stocko Contact befindet sich in Hellenthal. Außerdem ist auch das 1927 gegründete Unternehmen Weimbs Orgelbau im Ort ansässig.

## Kultur, Sehenswürdigkeiten und Tourismus

### Museen
- Besucherbergwerk „Grube Wohlfahrt“ (Rescheid)
- ArsKRIPPANA, eine Krippen-Ausstellung (Losheim, Teil des Ardenner Cultur Boulevard)
- ArsTecnica mit 110 m² großer Modellbahnanlage und verschiedenen Dioramen (Losheim, Teil des Ardenner Cultur Boulevard)
- ArsFIGURA, eine Puppenausstellung (Losheim, Teil des Ardenner Cultur Boulevard)
- Wetterpark Weißer Stein (Udenbreth)

### Bauwerke
- Sendeturm Eifel-Bärbelkreuz
- Burgruine Reifferscheid
- Burg Wildenburg
- Oleftalsperre
- Westwall-Anlagen
- Katholische Pfarrkirche St. Anna und Ruine der alten Kirche

### Tourismus

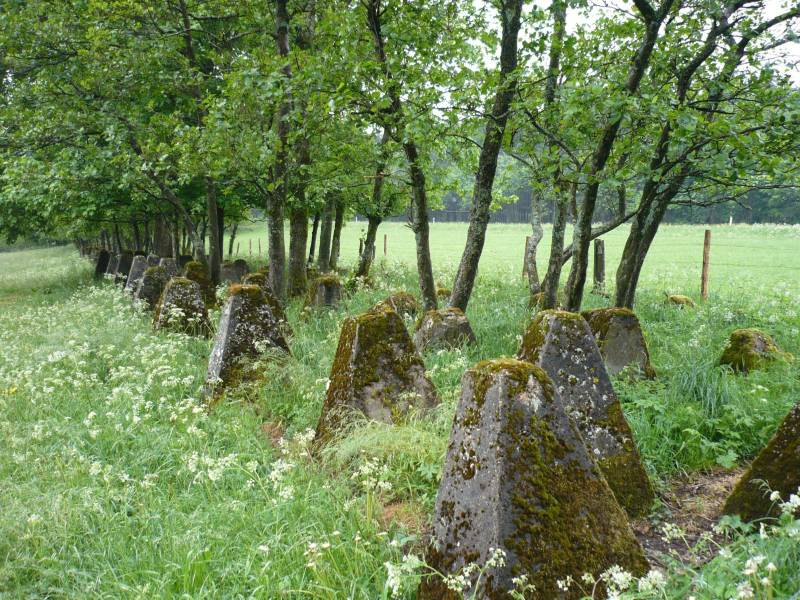
Westwall (Höckerlinie) bei Udenbreth

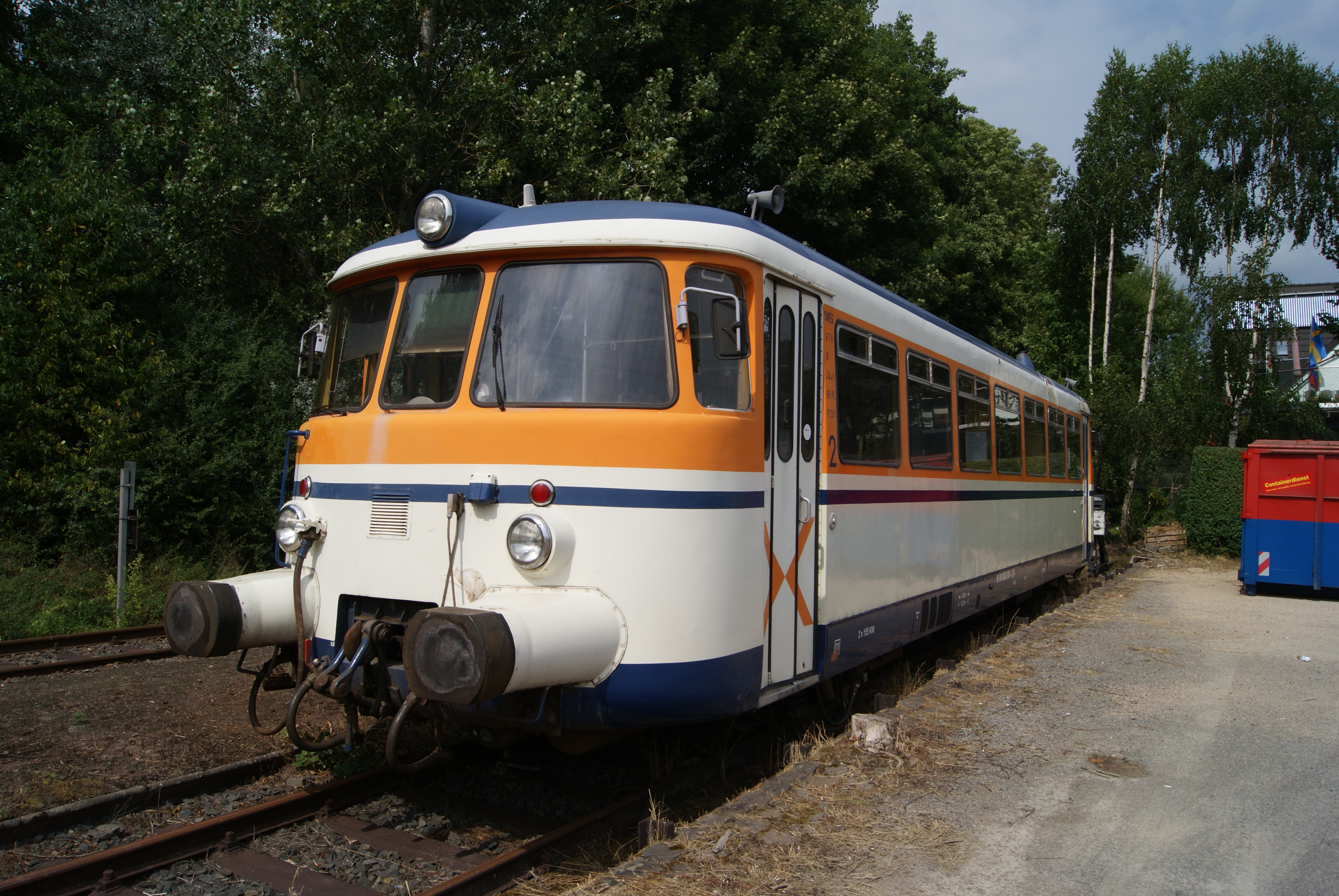
MAN-Schienenbus der Oleftalbahn in Blumenthal

- Auf dem Gemeindegebiet befinden sich zahlreiche Reste des ehemaligen Westwalles, u. a. an der Oleftalsperre und entlang der belgischen Grenze.
- Wildgehege Hellenthal mit der Greifvogelstation Hellenthal
- In den Ortsteilen Udenbreth und Hollerath werden mit Skihang, Rodelhügel und Langlaufloipen Wintersportmöglichkeiten angeboten.
- Durch den Ort führt der Radwanderweg Eifel-Höhen-Route, der als Rundkurs um den Nationalpark Eifel führt.
- Der Radwanderweg Tälerroute führt ebenfalls durch den Ort.
- Daneben gibt es einige lokale Radtouren:
- Rundweg Oleftalsperre Hellenthal (13,5 km)
- Urftseeroute Gemünd-Urfttalsperre und zurück (ca. 20 km)
- Hellenthaler Höhenroute (25,5 km)
- Oleftalbahn (siehe Verkehr)

## Verkehr

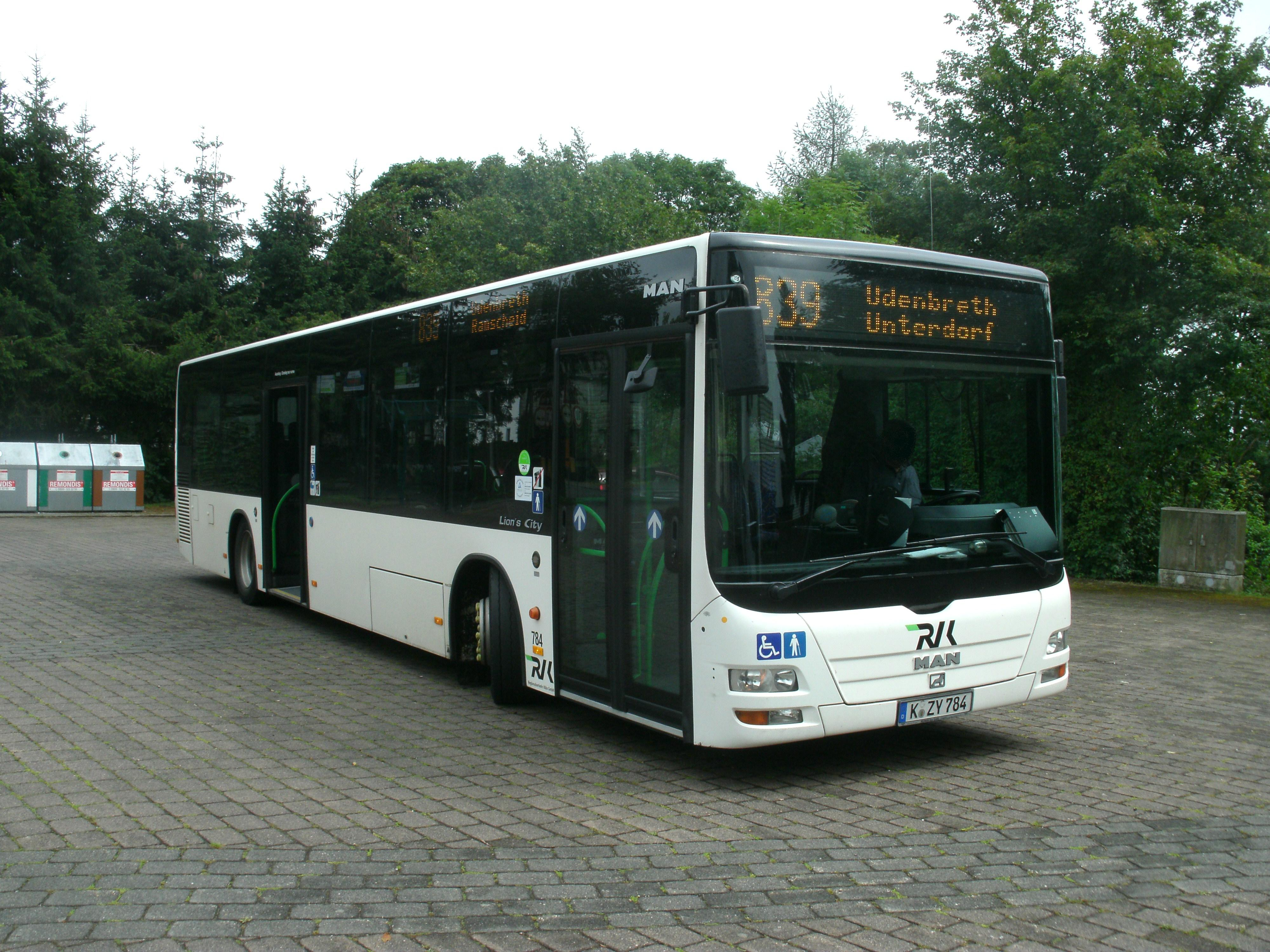
RVK-Linienbus in Udenbreth (Linie 839)

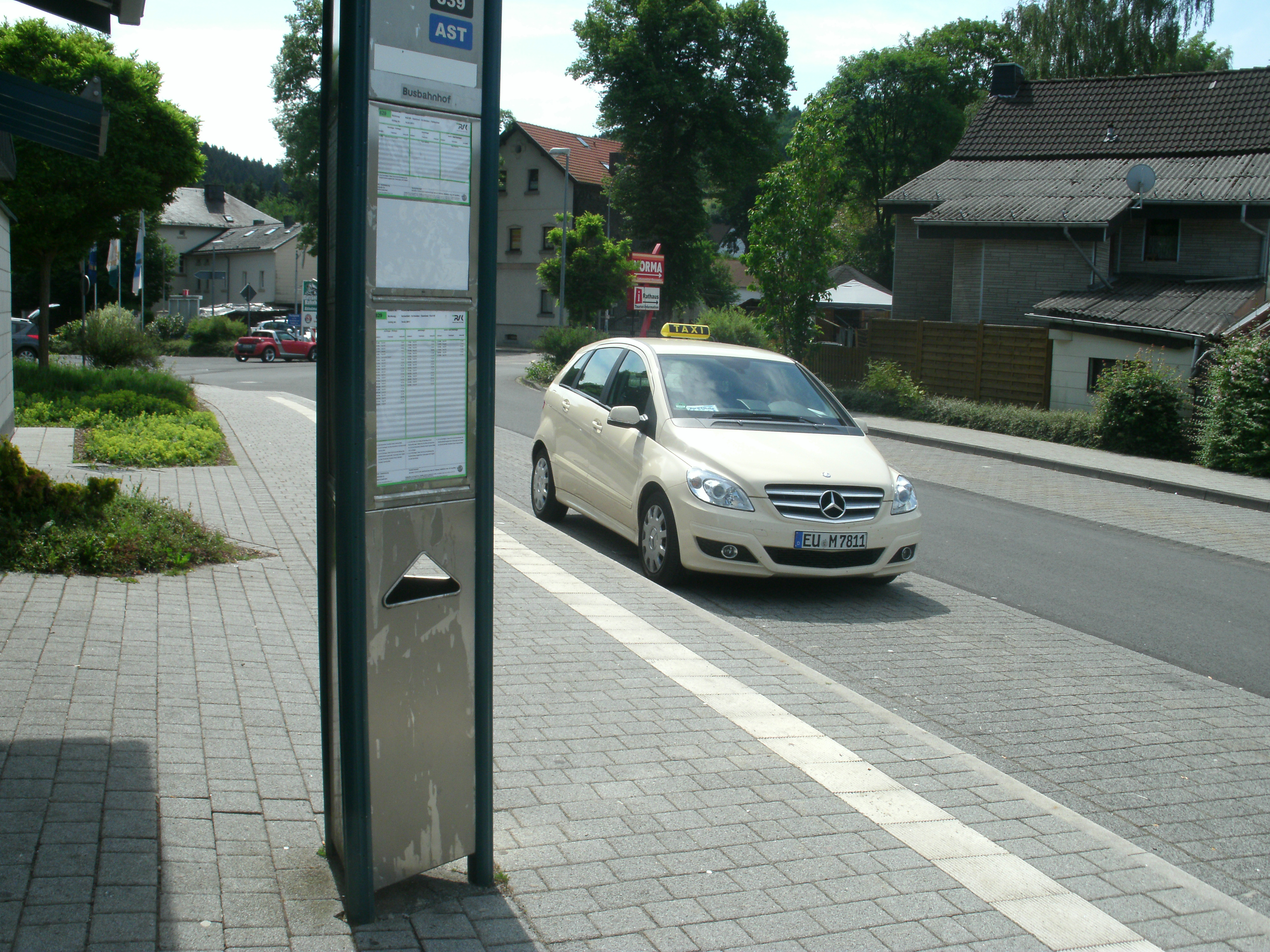
TaxiBus der RVK aus Losheim (Linie 839) am neuen Busbahnhof in Hellenthal

Die Gemeinde Hellenthal liegt im Einzugsbereich der A 1. Die B 265 führt in Nord-Süd-Richtung durch das Gemeindegebiet; im Süden berührt die B 421 die Gemeinde.
Hellenthal ist Endpunkt der Oleftalbahn von Kall, mit weiterer Haltestelle in Hellenthal-Blumenthal. Der regelmäßige Personenverkehr auf der beim Hochwasser im Juli 2021 schwer beschädigten Strecke wurde 1981 eingestellt.
Ein weiterer Bahnhof bestand in Hellenthal-Losheim an der 2004 zurückgebauten Vennquerbahn. Diese führte von Jünkerath über die belgische Grenze nach Waimes bzw. Malmedy.
Zentraler Verknüpfungspunkt im ÖPNV ist der Hellenthaler Busbahnhof. Von dort besteht mit der Linie SB81 des VRS eine Verbindung durch das Schleidener Tal nach Kall. Die Anbindung der Ortsteile an den Busbahnhof wird über weitere Buslinien hergestellt. Diese werden meist als TaxiBusPlus, d. h. nur nach telefonischer Voranmeldung mit Zuschlag durchgeführt. Ausnahmen bestehen für den Schülerverkehr, der mit Bussen durchgeführt wird.
| Linie | Verlauf |
| ----- | --- |
| 829   | (Kall Bf – Kall Gemünder Str – Anstois – Gemünd – Nierfeld – Olef –) Schleiden – Oberhausen – Blumenthal – Hellenthal |
| 837   | MiKE (außer im Schülerverkehr): Hellenthal Busbf – Blumenthal – Dommersbach – Kammerwald – Reifferscheid – (Zingscheid –) Wiesen – Manscheid – (Bungenberg –) Winten – (Heiden –) Unterschömbach – Oberschömbach – Kreuzberg – Hecken (– Paulushof) |
| 838   | MiKE (außer im Schülerverkehr): Hellenthal Busbf – Blumenthal – Dommersbach – Kammerwald – Reifferscheid – (Hönningen/Büschem – Dickerscheid – Oberreifferscheid – Hahnenberg –) Wiesen Abzw – (Haus Eichen – Wahld – Hescheld –) Sieberath – Kradenhövel – Unterwolfert – (Unterdalmerscheid – Oberdalmerscheid –) Oberwolfert – Wittscheid – Zehnstelle – Grube Wohlfahrt – Rescheid – Giescheid – Rescheid – Schwalenbach – Kamberg – Schwalenbach – Schnorrenberg (– Neuhaus) |
| 839   | MiKE (außer im Schülerverkehr): Hellenthal Busbf – Platiß – (Unterpreth –) Hollerath – Ramscheid – Ramscheiderhöhe – (Miescheid –) Udenbreth – Losheimergraben – Losheim – Kehr |
| 879   | MiKE / AST-Verkehr: Wildgehege – (Hohenberg ←) Oleftalsperre – (Hohenberg →) Hellenthal – Blumenthal – Ingersberg – Eichen – Felser – Wollenberg |
| SB81  | Schnellbus: Kall Bf – Kall Gemünder Str – Anstois – Gemünd – Nierfeld – Olef – Schleiden – Oberhausen – Blumenthal – Hellenthal |

## Söhne und Töchter der Gemeinde
- Hugo Bungenberg (1892–1961), Fabrikant und Oberbürgermeister von Wattenscheid[15]
- Werner Doyé (1942–2019), Fernsehjournalist, Filmemacher und Redakteur
- Margot Heumann (1928–2022), Holocaustüberlebende
- Willibald Kirfel (1885–1964), Indologe aus Reifferscheid
- Willy Müller, 1951 Landrat des Kreises Schleiden
- Carl Pirath (1884–1955), Verkehrswissenschaftler
- Albert Poensgen (1818–1880), aus dem Ortsteil Kirschseiffen, Industrieller
- Julius Poensgen (1814–1880), aus dem Ortsteil Kirschseiffen, Industrieller und Kommerzienrat
- Karl Reger (1930–2024), Weihbischof im Bistum Aachen
- Eugen Virmond (1844–1906), Chronist
- Johannes Weiß (* 1941), Soziologe und Hochschullehrer
- Reinhold Wirtz (1842–1898), Architekt und Diözesanbaumeister

## Mit der Gemeinde verbunden
- Hermann Ritter (1864–1925), 1895 bis 1904 Lehrer in Reifferscheid, Schriftsteller
- Fritz von Wille (1860–1941), Landschaftsmaler, lebte zeitweilig in Reifferscheid (von 1899 bis 1905 und von 1908 bis 1911)